# Leandro Emmanuel Martínez
Leandro Emmanuel Martínez (Tandil, Argentina; 4 de junio de 1994) es un futbolista argentino. Juega de extremo y su equipo actual es Fortaleza Esporte Clube de la Serie A de Brasil.

## Trayectoria

### River Plate
Martínez era un canterano de River Plate que se unió a su configuración juvenil a la edad de 13 años. Luego pasó un tiempo con el equipo de reserva del club, anotando en el Superclásico contra el equipo de reserva de Boca Juniors en 2014.

#### Préstamo a San Martín de San Juan
El 12 de febrero de 2015 se trasladó cedido por un año al San Martín de San Juan de la Primera División de Argentina. Hizo su debut profesional el 4 de mayo, comenzando y anotando el gol de la victoria en una victoria a domicilio por 1-0 sobre Temperley. 
El 19 de enero de 2016 renovó su cesión con el San Martín por 18 meses más. Sin embargo, no logró establecerse como titular del club y se fue en 2017.

#### Cedido a Chacarita Juniors
El 25 de agosto de 2017, Martínez acordó una cesión por un año con Chacarita Juniors, también en la máxima categoría. Anotó solo una vez en 11 apariciones en la liga para el club, ya que su equipo sufrió el descenso.

### Deportivo Cuenca
El 3 de julio de 2018 se mudó al extranjero luego de ser anunciado en el Deportivo Cuenca de la Serie A ecuatoriana. Impresionó durante la temporada 2019 después de brindar 14 asistencias y marcar siete goles.

### Barcelona de Guayaquil
El 27 de diciembre de 2019, Martínez fue anunciado como nuevo fichaje del Barcelona, tras acordar un contrato de cesión por un año. Titular inmediato, firmó un contrato permanente de tres años con el club el 11 de enero de 2021.

### América Mineiro
El 11 de agosto de 2022 se despidió del cuadro amarillo para fichar por el América Mineiro de Brasil, en una transferencia definitiva por el 100% de su pase hasta diciembre de 2025.

### Fortaleza
El 9 de abril de 2024 se anunció su transferencia al Fortaleza Esporte Clube, con un contrato hasta diciembre de 2027.

## Estadísticas

### Clubes
Actualizado al último partido disputado el 12 de agosto de 2025.
| Club | Div.                | Temporada           | Liga  | Liga  | Liga   | Copas nacionales(1) | Copas nacionales(1) | Copas nacionales(1) | Copas internacionales(2) | Copas internacionales(2) | Copas internacionales(2) | Otros(3) | Otros(3) | Otros(3) | Total | Total | Total  |
| Club | Div.                | Temporada           | Part. | Goles | Asist. | Part.               | Goles               | Asist.              | Part.                    | Goles                    | Asist.                   | Part.    | Goles    | Asist.   | Part. | Goles | Asist. |
| --- | ------------------- | ------------------- | ----- | ----- | ------ | ------------------- | ------------------- | ------------------- | ------------------------ | ------------------------ | ------------------------ | -------- | -------- | -------- | ----- | ----- | ------ |
| San Martín (SJ) Argentina | 1.ª                 | 2015                | 14    | 3     | 0      | 2                   | 0                   | 0                   | —                        | —                        | —                        | 1        | 0        | 0        | 17    | 3     | 0      |
| San Martín (SJ) Argentina | 1.ª                 | 2016                | 5     | 0     | 0      | 0                   | 0                   | 0                   | —                        | —                        | —                        | —        | —        | —        | 5     | 0     | 0      |
| San Martín (SJ) Argentina | 1.ª                 | 2016-17             | 11    | 0     | 0      | 0                   | 0                   | 0                   | —                        | —                        | —                        | —        | —        | —        | 11    | 0     | 0      |
| San Martín (SJ) Argentina | Total club          | Total club          | 30    | 3     | 0      | 2                   | 0                   | 0                   | 0                        | 0                        | 0                        | 1        | 0        | 0        | 33    | 3     | 0      |
| Chacarita Juniors Argentina | 1.ª                 | 2017-18             | 12    | 1     | 0      | 1                   | 0                   | 0                   | —                        | —                        | —                        | —        | —        | —        | 13    | 1     | 0      |
| Chacarita Juniors Argentina | Total club          | Total club          | 12    | 1     | 0      | 1                   | 0                   | 0                   | 0                        | 0                        | 0                        | 0        | 0        | 0        | 13    | 1     | 0      |
| Deportivo Cuenca · Ecuador | 1.ª                 | 2018                | 23    | 3     | 1      | —                   | —                   | —                   | 4                        | 0                        | 0                        | —        | —        | —        | 27    | 3     | 1      |
| Deportivo Cuenca · Ecuador | 1.ª                 | 2019                | 28    | 7     | 14     | 3                   | 0                   | 0                   | 0                        | 0                        | 0                        | —        | —        | —        | 31    | 7     | 14     |
| Deportivo Cuenca · Ecuador | Total club          | Total club          | 51    | 10    | 15     | 3                   | 0                   | 0                   | 4                        | 0                        | 0                        | 0        | 0        | 0        | 58    | 10    | 15     |
| Barcelona S. C. · Ecuador | 1.ª                 | 2020                | 28    | 3     | 4      | —                   | —                   | —                   | 12                       | 3                        | 5                        | —        | —        | —        | 40    | 6     | 9      |
| Barcelona S. C. · Ecuador | 1.ª                 | 2021                | 28    | 8     | 5      | 2                   | 0                   | 0                   | 11                       | 1                        | 3                        | —        | —        | —        | 41    | 9     | 8      |
| Barcelona S. C. · Ecuador | 1.ª                 | 2022                | 15    | 1     | 2      | 0                   | 0                   | 0                   | 7                        | 1                        | 1                        | —        | —        | —        | 22    | 2     | 3      |
| Barcelona S. C. · Ecuador | Total club          | Total club          | 71    | 12    | 11     | 2                   | 0                   | 0                   | 30                       | 5                        | 9                        | 0        | 0        | 0        | 103   | 17    | 20     |
| América Mineiro · Brasil | 1.ª                 | 2022                | 4     | 0     | 0      | 0                   | 0                   | 0                   | —                        | —                        | —                        | —        | —        | —        | 4     | 0     | 0      |
| América Mineiro · Brasil | 1.ª                 | 2023                | 35    | 1     | 5      | 7                   | 0                   | 1                   | 11                       | 0                        | 3                        | 9        | 0        | 0        | 62    | 1     | 9      |
| América Mineiro · Brasil | Total club          | Total club          | 39    | 1     | 5      | 7                   | 0                   | 1                   | 11                       | 0                        | 3                        | 9        | 0        | 0        | 66    | 1     | 9      |
| Fortaleza · Brasil | 1.ª                 | 2024                | 20    | 1     | 3      | 0                   | 0                   | 0                   | 5                        | 0                        | 0                        | —        | —        | —        | 25    | 1     | 3      |
| Fortaleza · Brasil | 1.ª                 | 2025                | 14    | 1     | 1      | 2                   | 0                   | 0                   | 5                        | 0                        | 0                        | 9        | 0        | 1        | 30    | 1     | 2      |
| Fortaleza · Brasil | Total club          | Total club          | 34    | 2     | 4      | 2                   | 0                   | 0                   | 10                       | 0                        | 0                        | 9        | 0        | 1        | 55    | 2     | 5      |
| Total en su carrera | Total en su carrera | Total en su carrera | 237   | 29    | 35     | 17                  | 0                   | 1                   | 55                       | 5                        | 12                       | 19       | 0        | 1        | 328   | 34    | 49     |
| (1) Las copas nacionales hacen referencia a la Copa de Brasil, Copa Argentina, Copa Ecuador y Supercopa de Ecuador. (2) Las copas internacionales pueden referirse a las Copa Sudamericana, Copa Libertadores y Recopa Sudamericana. (3) Se refiere al Campeonato Cearense, la Copa do Nordeste, el Campeonato Mineiro y la Liguilla Pre-Sudamericana. |                     |                     |       |       |        |                     |                     |                     |                          |                          |                          |          |          |          |       |       |        |

## Palmarés

### Campeonatos regionales
| Título           | Club      | Año  |
| ---------------- | --------- | ---- |
| Copa do Nordeste | Fortaleza | 2024 |

### Campeonatos nacionales
| Título             | Club            | País    | Año  |
| ------------------ | --------------- | ------- | ---- |
| Serie A de Ecuador | Barcelona S. C. | Ecuador | 2020 |

### Distinciones individuales
| Distinción                        | Año  |
| --------------------------------- | ---- |
| 11 ideal de la Serie A de Ecuador | 2019 |